# 新潟鐵工所
株式会社新潟鐵工所（にいがたてっこうしょ、 NIIGATA ENGINEERING CO., LTD.）は、東京都大田区蒲田本町に本社を置いていた総合重機の中堅メーカー。「新潟鉄工」また新潟県内では単に「鉄工」とも通称され、生産拠点のある新潟県では有力企業の代表格であった。
経営破綻後、主要事業は他社に譲渡され（譲渡先は後述）、2007年夏に清算結了し法人格が消滅した。

## 沿革

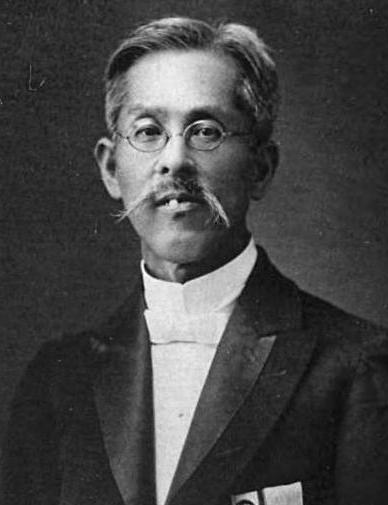
初代社長 - 山口達太郎

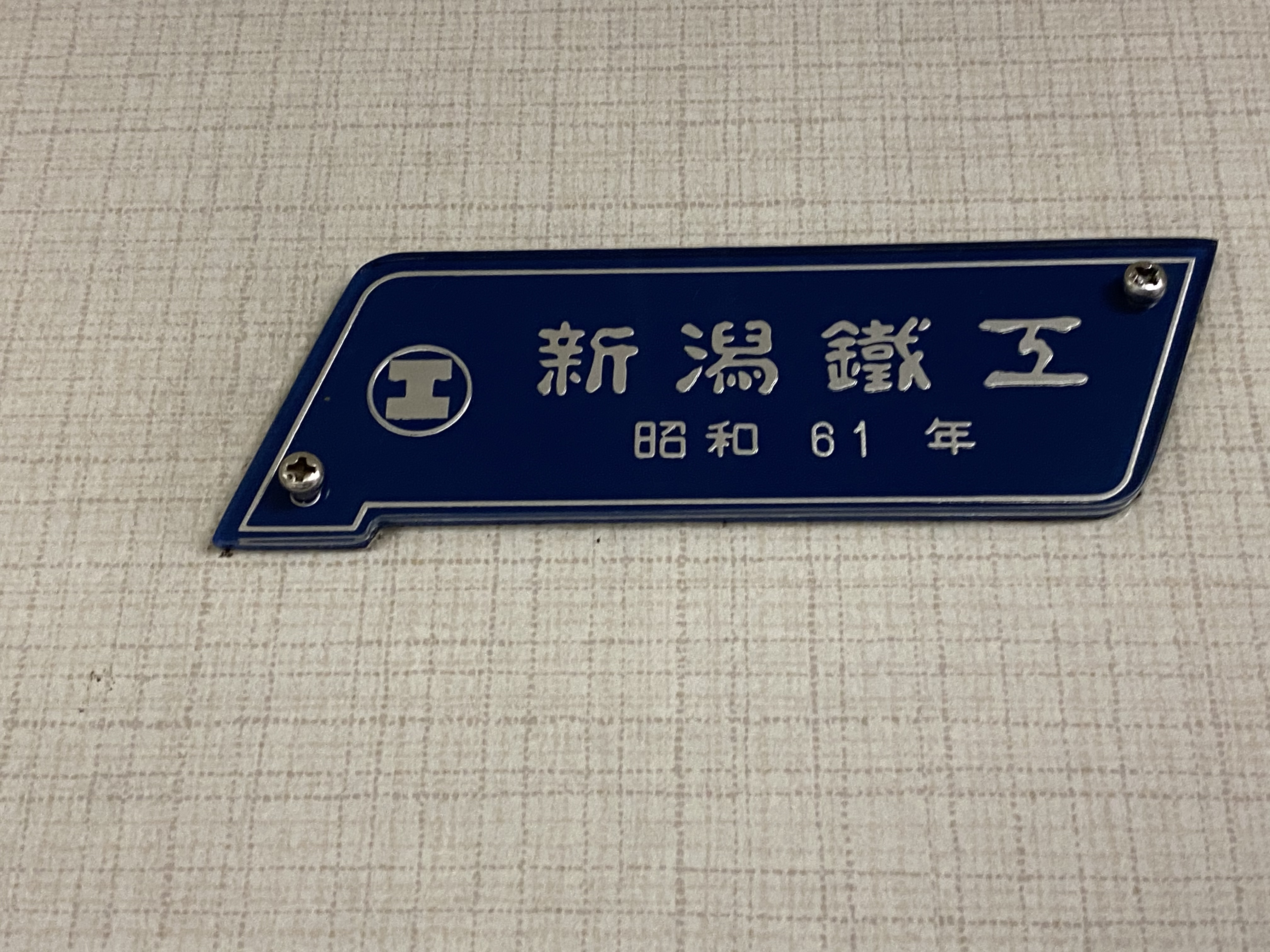
車内銘板
（JR北海道・国鉄キハ54形500番台気動車）

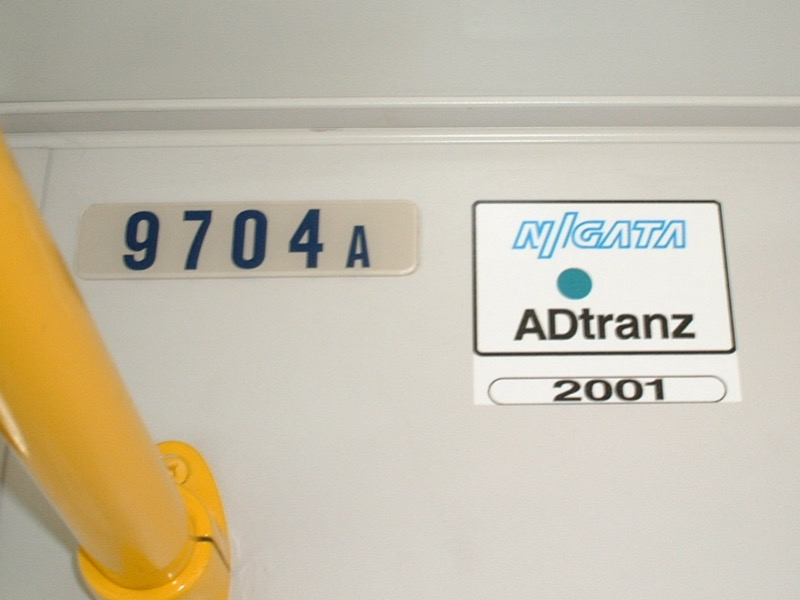
車内銘板
（熊本市交通局9700形電車）
導入に際して当社と業務提携を締結した独・アドトランツ（現在のボンバルディア・トランスポーテーション）の両者併記となっている。

- 1895年（明治28年） - 前身となる日本石油付属新潟鉄工所が開設され、日本石油（現・ENEOS）の関連事業部門として、新潟県新潟市で石油事業関連の機械製造を開始した。
- 1899年頃 - 船舶用機器、鉄道貨車、石油関連機器、鉱山関連機器など新潟近辺における機械製造を請け負う[1]。
- 1910年（明治43年） - 分離・独立して設立。初代社長には日本石油創始者山口権三郎の長男・山口達太郎が就任した。
- 1917年（大正6年） - 本社を東京市麹町区（現在の東京都千代田区）霞が関に移転。
- 1918年（大正7年） - 国内初のガソリン製造プラントとなる分解蒸留（石油精製）装置を日本石油に納入した。
- 1919年（大正8年） - 国内初となる船舶用ディーゼルエンジンを開発。
- 1928年（昭和3年） - ディーゼル機関用気筒の製造に対し商工省より第四回工業奨励金交付指令出る[2]。
- 1949年（昭和24年）- 東京証券取引所一部に上場した（証券コード:6011）。ディーゼルエンジンやガスタービン、石油化学プラントの開発等を主力に、総合機械メーカーに成長。創業地である新潟県内に主力工場を展開し、関連会社も含め、造船や鉄道車両、各種産業機械の製造などを行った。
- 1964年（昭和39年） - 新潟地震により新潟地区工場被災。特に山ノ下地区が津波により甚大な被害を受ける。
- 1966年（昭和41年） - 山ノ下地区工場移転のため、大形地区工場（新潟内燃機工場及び新潟鋳造工場）を設置。
- 1981年（昭和56年）6月26日 - 電気・電子部門を担う子会社として新潟機電を設立。
- 1994年（平成6年） - 新潟ガスタービン工場を北蒲原郡聖籠町に設置。
- 1995年（平成7年）7月17日 - 本店を東京都千代田区霞が関一丁目4番1号から東京都大田区蒲田本町一丁目10番1号に移転。
- 1998年（平成10年） - 老朽化した大山工場を閉鎖し、新潟構機工場を北蒲原郡聖籠町（新潟ガスタービン工場と同敷地内）に設置。
- 2000年（平成12年） - 海外エンジニアリング部門の業績が急激に悪化し、資金不足が深刻化。3月期には債務超過に陥り、工場の再編や人員削減、不動産売却などで財務体質の改善を目指した。しかし、その後も事業中断や支払いが滞ったことに加え、アメリカ同時多発テロ事件の影響で受注が大幅に減少。
- 2001年（平成13年）11月27日 - さらに株価も低迷するなど状況は好転せず、自力再建を断念し、東京地方裁判所に会社更生法の適用を申請、受理され、経営が破綻した。負債総額は約2,270億円だった。

その後、新潟鉄工の各事業は他社に譲渡された。新潟鉄工は第一勧銀グループに属していたため、譲渡先も第一勧銀系企業（特にIHI）の出資・支援により設立された企業が多い。主なものは事業譲渡先に挙げる。

## 事業分野

### 原動機カンパニー
関連工場：大形地区（新潟内燃機工場・新潟鋳造工場）、新潟ガスタービン工場、太田工場

### エンジニアリングカンパニー
- 環境プラント
- 石油石化プラント
- 医薬・産業プラント
- 交通システム

### 機械カンパニー
- チクサン・ウェルセンター
関連工場：長岡工場、大形地区精機工場

### 造船カンパニー
関連工場：新潟造船工場、三崎工場

### 構機システムカンパニー
関連工場：新潟構機工場（聖籠町・大山工場を移転）

## 製造した鉄道車両

### 電車
- 伊豆箱根鉄道7000系(東急車輛製造からの製造委託)
- 江ノ島電鉄100形
- 岡山電気軌道9200形
- 熊本市交通局9700形
- 北越急行
  - 681系2000番台（管理はJR西日本）
  - HK100形
- 上信電鉄
  - 250形
  - 1000形
  - 6000形
- 西鉄600形電車 (軌道)
- 函館市交通局
  - 710形
  - 800形

### 新交通
- 大阪市交通局（現Osaka Metro）100系
- 西武鉄道8500系
- 東京臨海新交通7000系電車
- 横浜新都市交通1000形電車
- 広島高速交通6000系電車

### 気動車

#### 国鉄・JR
- 国鉄・JR各社
  - 国鉄キハ181系気動車
  - 国鉄キハ20系気動車
  - 国鉄キハ35系気動車
  - 国鉄キハ40系気動車 (2代)
  - 国鉄キハ391系気動車（製造名義は大宮工場であるが、構体の一部は当社が担当した）
- JR北海道
  - 国鉄キハ183系気動車
  - 国鉄キハ54形気動車（500番台）
  - JR北海道キハ130形気動車
  - JR北海道キハ160形気動車
- JR東日本
  - JR東日本キハ100系・キハ110系気動車
  - JR東日本キヤE193系気動車
- JR東海
  - JR東海キハ11形気動車
  - JR東海キハ85系気動車
- JR西日本
  - 国鉄キハ37形気動車
  - JR西日本キハ120形気動車
  - JR西日本キハ126系気動車
  - JR西日本キハ187系気動車
- JR四国
  - 国鉄キハ185系気動車（一部、JR九州へ売却）
  - 国鉄キハ32形気動車
  - 国鉄キハ54形気動車（0番台）
  - JR四国1000形気動車
- JR九州
  - 国鉄キハ31形気動車
  - 国鉄キハ66系気動車
  - JR九州キハ125形気動車

#### 民鉄・第3セクター
- NDC (鉄道車両)
- 会津鉄道AT-400形
- 秋田内陸縦貫鉄道
  - AN-2000形
  - AN-8800形
  - AN-8900形
- 阿佐海岸鉄道
  - ASA-100形
  - ASA-300形
- 井原鉄道IRT355形
- 鹿島臨海鉄道6000形
- 神岡鉄道KM-100形
- 関東鉄道
  - 関東鉄道キハ0形気動車
  - 関東鉄道キハ2000形気動車
  - 関東鉄道キハ2100形気動車
  - 関東鉄道キハ2200形気動車
  - 関東鉄道キハ2300形気動車
  - 関東鉄道キハ310形気動車
  - 関東鉄道キハ532形気動車
- 三陸鉄道
  - 三陸鉄道36-100形気動車
  - 三陸鉄道36-300形気動車
- 島原鉄道
  - 島原鉄道キハ2500形気動車
  - 島原鉄道キハ2550形気動車
- 高千穂鉄道
  - 高千穂鉄道TR-100形気動車
  - 高千穂鉄道TR-200形気動車
  - 高千穂鉄道TR-300形気動車
- 津軽鉄道
  - 津軽鉄道キハ24000形気動車
  - 津軽鉄道津軽21形気動車
- 天竜浜名湖鉄道
  - 天竜浜名湖鉄道TH2100形気動車
  - 天竜浜名湖鉄道TH2000形気動車
  - 天竜浜名湖鉄道TH9200形気動車
- 土佐くろしお鉄道
  - 土佐くろしお鉄道9640形気動車
  - 土佐くろしお鉄道TKT-8000形気動車
- 錦川鉄道
  - 錦川鉄道NT2000形気動車
  - 錦川鉄道NT2100形気動車
- 北海道ちほく高原鉄道
  - 北海道ちほく高原鉄道CR70形気動車
- 松浦鉄道
  - 松浦鉄道MR-100形気動車
  - 松浦鉄道MR-200形気動車
  - 松浦鉄道MR-300形気動車
  - 松浦鉄道MR-400形気動車
  - 松浦鉄道MR-500形気動車
- 水島臨海鉄道
  - 水島臨海鉄道MRT300形気動車
- 南阿蘇鉄道
  - 南阿蘇鉄道MT-2000A形気動車
  - 南阿蘇鉄道MT-2000形気動車
  - 南阿蘇鉄道MT-3000形気動車
- 山形鉄道
  - 山形鉄道YR-880形気動車
- 雄別鉄道
  - 雄別鉄道キハ100形気動車
  - 雄別鉄道キハ49200Y形気動車
- 由利高原鉄道
  - 由利高原鉄道YR-2000形気動車
- 留萠鉄道
  - 留萠鉄道キハ1100形気動車
  - 留萠鉄道キハ2000形気動車
- 若桜鉄道
  - 若桜鉄道WT2500形気動車
  - 若桜鉄道WT3000形気動車
  - 若桜鉄道WT3300形気動車

### 客車
- 国鉄10系客車
- 国鉄12系客車
- 国鉄14系客車
- 国鉄24系客車
- 国鉄50系客車
- 国鉄60系客車
- 国鉄オハ35系客車
- 国鉄スニ41形客車
- 国鉄スハ32系客車
- 国鉄スハ43系客車
- 国鉄スニ40形客車
- JR東日本E26系客車

### 機関車
- 岩手開発鉄道DD56形ディーゼル機関車
- 津軽鉄道DD350形ディーゼル機関車

### 貨車
- 国鉄シム1形貨車
- 国鉄タキ1500形貨車
- 国鉄タキ2600形貨車
- 国鉄タキ3000形貨車
- 国鉄タキ4000形貨車
- 国鉄タキ5750形貨車
- 国鉄タキ9800形貨車
- 国鉄タキ9900形貨車
- 国鉄タキ10000形貨車
- 国鉄タキ30000形貨車
- 国鉄タサ2300形貨車
- 国鉄タム500形貨車
- 国鉄ツ2500形貨車
- 国鉄ト20000形貨車
- 国鉄ヨ3500形貨車
- 国鉄レ10000形貨車

## 事業譲渡先

### プラントエンジニアリング関連事業部門
日立造船（現・カナデビア）
- 環境関連事業は、下水・排水処理、リサイクル設備などの設計、機器調達、建設を手掛けていたが、日立造船に営業譲渡。

IHIプラント
- 医薬・産業プラント関連事業は、石川島播磨重工業（現・IHI）が支援企業となり、同社グループの石川島プラントエンジニアリング（現・IHIプラントエンジニアリング）の一部門として再出発。2019年4月、IHIプラント建設、IHIプロセスプラントSBUと合併し、IHIプラントとなる。

レイズネクスト
- 石油・石化プラントのタンク事業を新興プランテックに営業譲渡。前身会社が元新潟鉄工子会社の新潟工事（新潟地盤のプラント工事会社）を吸収合併し「新興プランテック」へ社名変更。その後、2019年にJXエンジニアリングを吸収合併し現社名に変更した。このため、現在もENEOSホールディングス（旧・JXTGホールディングス）が主要株主に名を連ねている。

### 造船関連事業部門
新潟造船
- 三井造船（現・三井E&S）の出資により、2003年4月1日に事業譲渡される。

### 変速機関連事業部門
日立ニコトランスミッション
- 同部門を行っていたニコカンパニーが改組、日立インダストリイズ（後の日立プラントテクノロジー、2013年に日立製作所へ吸収合併）の出資により、2003年3月20日設立。

### 原動機関連事業部門
IHI原動機（旧・新潟原動機）
- 石川島播磨重工業（現・IHI）の出資により、2003年2月3日、新潟原動機を設立。2019年7月に同じくIHI子会社のディーゼルユナイテッドと、IHI本体の航空機転用型ガスタービンを主機とする発電プラント事業を吸収し、社名をIHI原動機に変更。

### 新交通システム・鉄道車両・除雪機械・産業用車両部門
新潟トランシス
- 石川島播磨重工業（現・IHI）の出資により、2003年2月3日設立。さらに富士重工業（現・SUBARU）の鉄道車両製造部門の事業も承継され、国内の鉄道用ディーゼルカーのシェアの約8割を占める企業となる。

住友建機
- 2002年に産業用車両部門のうちのアスファルトフィニッシャ事業を買収し、同社のアスファルトフィニッシャ事業へ吸収。

### 機械関連事業
ニイガタマシンテクノ
- 工作機械、成形機を製造している。新日本工機株式会社グループの全額出資。

### 流体荷役運搬関連事業
TBグローバルテクノロジーズ（旧・ニイガタ・ローディング・システムズ→東京貿易エンジニアリング）
- LNGや原油を船からタンクまでつなぐ流体荷役運搬のトップシェアを持つ。国内ではほぼ独占する。2003年、東京貿易と日本車輌製造の合弁会社としてニイガタ・ローディング・システムズを設立。2015年、東京貿易の完全子会社となり東京貿易エンジニアリングに社名変更後、2021年4月1日に東京貿易マシナリーと合併しTBグローバルテクノロジーズとなる。

## 新潟鐵工所を題材にした著作物
- 兄が残した日記 学徒動員・新潟鐵工所での日々（近代文藝社刊） - 1995年。著者・上林眞弓。著者の兄、廣瀬昭悟が学徒動員により新潟鐵工所山ノ下工場で働いていた際につけていた日記を編集したもの。旧制・相川中等学校（新制・新潟県立相川高等学校）3年生の廣瀬昭悟が動員を受け、佐渡から新潟市に渡った1945年4月21日から、敗戦前日の8月14日までの日記が収められている。ISBN 4773345950

## その他
ジャカルタ事務所駐在員・殉職
- 1987年4月4日、インドネシア・ジャカルタ事務所の所長と社員1名が、出張先のバンダ・アチェからジャカルタに帰る際にガルーダ・インドネシア航空035便墜落事故に巻き込まれ死亡している。

## 参考書籍
- 『新潟鉄工所七十年史』1968年。doi:10.11501/2517985。
- 『新潟鉄工所80年史』1976年8月。doi:10.11501/11955328。